# Gaston Beltrémieux
Gaston Beltrémieux est un homme politique né le 15 mars 1876 à Frévillers et décédé le 15 juillet 1947 à Fresnicourt-le-Dolmen.

## Biographie
Membre de la SFIO; maire de Fresnicourt-le-Dolmen, il est élu député socialiste du Pas-de-Calais en 1931 à l'occasion d'une élection législative partielle, réélu ensuite en 1932 puis en 1936, lors des élections législatives qui voient le triomphe du Front populaire.
Le 10 juillet 1940, il vote en faveur de la remise des pleins pouvoirs au Maréchal Pétain.
Il ne retrouve pas de mandat parlementaire après la Seconde guerre mondiale.

## Sources
- « Gaston Beltrémieux », dans le Dictionnaire des parlementaires français (1889-1940), sous la direction de Jean Jolly, PUF, 1960 [détail de l’édition]